# David Wands
David Wands, né le 15 décembre 1966, est un cosmologiste britannique, professeur de cosmologie à l'Institute of Cosmology and Gravitation de l'université de Portsmouth.

## Biographie
Il fait ses études au collège Dr Challoner's Grammar School, à Amersham, et au Gonville and Caius College à Cambridge, où il fut conférencier en sciences naturelles (physique) et en mathématiques. Il a reçu son doctorat à l'université du Sussex en 1994, sous la houlette du professeur John D. Barrow à l'Astronomy Centre de l'université du Sussex.
Wands a publié de nombreux articles traitant de cosmologie, de la physique de l'Univers primordial et des origines de la structure cosmique. Les recherches de Wands se focalisent sur les fluctuations primordiales de la densité et la métrique de l'espace-temps. En 2001, avec David H. Lyth, il proposa le modèle Curvaton comme origine de structure.